# Woopie Browser
Woopie Browser（ウーピーブラウザ）はIEコンポーネントを用いたタブブラウザ。動画検索エンジンWoopieを手がけるACCESSPORT株式会社が提供している。

## 概要
動画サイトの動画ダウンロードやファイル変換に対応したウェブブラウザ。再生機能も搭載。外見や機能がTheWorld Browser 2.xx系と酷似している。

## 機能と特徴
ダウンロード機能
YouTubeやニコニコ動画、Veoh、Dailymotionなどの動画サイト上にて動画をダウンロードできる。対象サイトはこの他に、Youku、FlipClip、Ustreamなど。
ページ内の動画をまとめてダウンロードする機能やデータを分割してダウンロードするマルチスレッドダウンロード機能、前回の続きからダウンロードを開始するレジューム機能などがある。
変換機能
ダウンロードした動画は、ブラウザ上でファイル形式の変換を行うことができる。フレームレートやビットレートなどの設定も可能。
再生機能
ダウンロードした動画やリストに追加した動画は、ブラウザに搭載されたミニプレイヤーで再生・視聴できる。
拡張機能
追加プラグインによって機能を拡張することができる。
タブブラウズ機能
一つのウィンドウ内でタブを切り替えて複数のページを表示する。タブ移動も可能。
フィルタリング機能
ポップアップやフローティング広告をブロックする。
検索エンジン設定
ナビゲーションツールバー上の検索バーから直接ウェブサイトを検索できる。初期状態ではYahoo!、Google、Woopieが設定されている。
スキン
スキンの切り替えによってブラウザの外観を変更することができる。
マウスジェスチャー
マウスとカーソル移動を組み合わせた操作をすることで、機能を実行できる。
フォーム自動入力
自分のユーザー情報を入力したフォームを保存し、必要な際に内容を復元できる。